# Fraita
Fraita (Arabisch: الفرائطة) is een stad in Marokko gelegen in het zuidoosten van de grotere stad Kelâat Es-Sraghna en is een deel van de provincie Kelâat Es-Sraghna in de regio Marrakech-Tensift-Al Haouz. De stad telde, volgens de staat, in 2014 een inwoneraantal van 11,298 inwoners.